# السادة الرجال (فلم)
السادة الرجال فيلم دراما كوميدي مصري إنتاج سنة 1987 للمخرج رأفت الميهي الذي كتب القصة والسيناريو. الفيلم من بطولة محمود عبد العزيز ومعالي زايد. صدر الفيلم إلى دور العرض في 6 يوليو 1987. يروي الفيلم قصة الزوجة فوزية التي تعاني من معاملة زوجها أحمد وعدم اهتمامه بها، ويرفض طلب الطلاق، ولذلك تقرر فوزية إجراء عملية جراحية للتحول من سيدة إلى رجل.
منح موقع قاعدة بيانات الأفلام على الإنترنت (IMDB) الفيلم درجة 6.7/ 10.
منح موقع قاعدة بيانات الأفلام العربية «السينما.كوم» الفيلم درجة 6.9/ 10.

## طاقم التمثيل
- محمود عبد العزيز: في دور أحمد

- معالي زايد: في دور فوزية

- هالة فؤاد: في دور سميرة

- إبراهيم يسري: في دور الطبيب

بالاشتراك مع:
عواطف رمضان / بدر نوفل / يوسف داوود / محمد حمدي / شوشو سلامه / كمال سليمان / مخلص البحيري / رياض الخولي / عبد العزيز عيسى / ثريا عز الدين / عبد الحميد أنيس / رشوان مصطفى / محمود عجلو / كمال العقر / يوسف رجائي / صباح محمود / عبد الجواد متولي.

## أحداث الفيلم
تتميز الـزوجة فوزية (معالي زايد) المرأة الناضجة، بالأنوثة والجمال، وهي متزوجة من الصحفي أحمد (محمود عبد العزيز) له ثقله وسطوته، لكنه ينظر إليها نظرته لمجتمع الحريم، وينهاها على أن تتجاوز حدودها كإمرأة، ويردد دائماً بأن الرجل هو صاحب الأمر والنهي في الحياة الأسرية وفي المجتمع ككل. لذا نرى فوزية تتمرد على هذه الحياة ويصل بها الأمر إلى حد الثورة على مجتمع الرجال وعالمهم المضطهد للمرأة، فتقرر أن تصبح رجلاً، وتصارح صديقتها وزميلتها في العمل سميرة (هالة فؤاد) بقرارها هذا، باعتبارها المقربة الوحيده منها، وباعتبارها تعيش معها كل تفاصيل حياتها، وتدرك مدى تعاستها في حياتها الزوجية، وتنتهز فوزية فرصة غياب زوجها في إحدى سفرياته الصحفية، وبالفعل تذهب إلى أحد المستشفيات وتجري عملية جراحية تتحول بعدها إلى رجل، كامل الرجولة. وعندها تصبح فوزية هي فوزي، الشاب الأنيق والوسيم، ومن ثم تعود إلى صديقتها سميرة، التي تصعقها المفاجأة.
يعود الزوج من السفر ليجد زوجته رجلاً بل أكثر منه رجولة، فيحاول أن يثور على هذا الوضع. ولكن لا فائدة الآن، فعليه أن يعيش في الوضع الجديد هذا، دون أي إعتراض، خاصة وأن القانون قد قرر أن يبقى الوضع على ماهو عليه، ليحيا الاثنان تحت سقف واحد. ويصبح على الزوج المثقف والمتنور أن يتقبل كل شيء تقوم به زوجته السابقة. وبالتالي علي أن يقبلها كرجل يحيا حياته كما ينبغي، له كلمته وسطوته، ويبحث عن فتاة يحبها. وبالفعل يتقدم فوزي لخطبة سميرة، التي توافق بدورها على الزواج منه. والمفاجأة هي أن الزوج أحمد أيضاً راح يبحث عن زوجة أخرى، وهداه التفكير في صديقة زوجته سميرة. وعندما يذهب إليها طارقاً بابها طالباً يدها، تظهر له سميرة في ثياب النوم، وبجوارها زوجها الجديد فوزي، ويكاد يسقط مغشياً عليه.

## استقبال الفيلم
كتب حسن حداد على موقع سينماتيك: «يقدم رأفت الميهي طرحه الإجتماعي والفكري من خلال دراما اجتماعية في إطار كوميدي ساخر، ينتقد فيه صورة وواقع مجتمع الرجال ممن لا يزالون مرتبطين بالعلاقات والمفاهيم الاسرية القديمة المتعجرفة... مثل ما سخر الميهي من المساواة بين الرجل والمرأة، نراه يسخر أيضاً من المرأة التي تتصور أنها تحل مشكلتها كإمرأة بالتحول إلى رجل، فحل المشكلة ليس بإلغائها، حيث نشاهد المتاعب التي واجهها فوزي بعد زواجه من سميرة، وإكتشافه بأنه يمارس معها نفس ما كان يمارسه الزوج أحمد مع الزوجة فوزية. فالمشكلة ليست بين المرأة والرجل، بل هي مشكلة المجتمع والواقع المحيط لهما. كما تمكن الميهي من تقديم هذا الطرح، من خلال معالجة سينمائية موفقة وفهم واع ومتميز للواقع الإجتماعي في تناقضاته، ومن خلال حسه الفني الخلاق بمفردات اللغة السينمائية وإمكانيات توظيفها».
كتب موقع ماي كال: «خرج علينا الكاتب والمخرج السينمائي رأفت الميهي بفيلمه» السادة الرجال«والذي يصعب تصنيفه في أي من أنواع الدراما التقليدية... الفيلم لم يقدم نفسه باعتباره فيلمًا عن التحول الجنسي، وإنما هو فيلم عن مجتمعات غارقة حتى النخاع في رجوليتها الظالمة للنساء بشكل لا يترك لهؤلاء النساء أي فرصة سوى التسلح بالرجولة لعلها تنقذها من الظلم».
كتب مروان شاهين على موقع البوابة: «تناول الفيلم أبعاد العلاقة بين الرجل والمرأة من منظور اجتماعى ونفسى في إطار كوميدى ساخر، منتقدًا واقع مجتمع الرجال المرتبطين بالمفاهيم الأسرية القديمة المتعجرفة، الفيلم توليفة كوميدية جمعت بين أزمة الإسكان والأزمة الاقتصادية وأجور الأطباء المنخفضة وتأخر زواج الفتيات».
حصلت معالي زايد عام 1987 على جائزة أحسن ممثلة عن دورها في فيلم «السادة الرجال» من جمعية الفيلم.
تم عرض الفيلم في حفل تأبين الممثلة الراحلة معالي زايد (1953 – 2014) بمجراية بمحافظة المنيا.

## وصلات خارجية
- مقالات تستعمل روابط فنية بلا صلة مع ويكي بيانات
- السادة الرجال على موقع dhliz.com
- السادة الرجال على موقع cinematechhaddad